# Jeannine Leduc
Jeannine A.J. Leduc (Gutschoven, 5 juni 1939 – Herten (Wellen), 27 oktober 2023) was een Belgisch politica voor PVV en VLD.

## Levensloop
Beroepshalve werd Jeannine Leduc lerares en schooldirectrice in het gemeenschapsonderwijs.
Ze bouwde een politieke carrière uit voor de liberalen en was vanaf 1970 lid van de nationaal bureau van de PVV-Vrouwen, waarvan ze van 1982 tot 1992 voorzitter was. Na de omvorming tot VLD was Leduc van 1992 tot 1999 ondervoorzitter van de VLD-Vrouwen.
In april 1993 volgde Leduc haar partijgenoot Eloi Vandersmissen op in de Senaat. Tot aan de verkiezingen van mei 1995 zetelde Leduc er als rechtstreeks gekozen senator voor de kieskring Hasselt-Tongeren-Maaseik en daarna was ze tot in juni 2007 rechtstreeks gekozen senator voor het Nederlandstalig kiescollege. In de Senaat was Leduc van 1993 tot 1994 lid van de commissie Infrastructuur en van 1994 tot 1995 lid van de commissie Landbouw en Middenstand. Van 1995 tot 2007 zetelde ze in de commissie Binnenlandse Zaken en van 2000 tot 2003 en van 2005 tot 2007 in de commissie Justitie. Voorts was Leduc van 1999 tot 2003 voorzitter van de VLD-fractie in de Senaat en van 2003 tot 2007 voorzitter van het College van Quaestoren.
In de periode april 1993-mei 1995 had ze als gevolg van het toen bestaande dubbelmandaat ook zitting in de Vlaamse Raad. De Vlaamse Raad was vanaf 21 oktober 1980 de opvolger van de Cultuurraad voor de Nederlandse Cultuurgemeenschap, die op 7 december 1971 werd geïnstalleerd, en was de voorloper van het huidige Vlaams Parlement. Daar was ze van 1994 tot 1995 lid van de commissie Onderwijs, Vorming en Wetenschapsbeleid
Tevens was zij een periode in 1995 lid van de Interparlementaire Commissie van de Nederlandse Taalunie en van 1995 tot 2001 lid van de Raadgevende Interparlementaire Beneluxraad. Ze was er eveneens ondervoorzitster van de commissie voor Economische Aangelegenheden, Landbouw en Visserij.
Ook was ze actief in de lokale politiek van Wellen. Ze was er van 1983 tot 1992 OCMW-raadslid, van 1986 tot 2015 gemeenteraadslid, van 1986 tot 1989 OCMW-voorzitter, van 1995 tot 1996 en van 2006 tot 2012 schepen en van 1996 tot 1998 burgemeester.
Ten tijde van de regering-Verhofstadt I was Leduc als VLD-fractieleider een van de grondleggers van de euthanasiewet die in 2002 goedgekeurd werd.
Na een lange tijd van gezondheidsklachten, overleed ze in oktober 2023 op 84-jarige leeftijd.

## Onderscheidingen
- Officier in de Leopoldsorde sinds 1993
- Eresenator
- Erevoorzitter van het College van Quaestoren